# سخت‌تر شدن اوضاع
سخت‌تر شدن اوضاع (به انگلیسی: The Turn of the Screw) رمانی از هنری جیمز است که در سال ۱۸۹۸ منتشر شد.
داستان راجع به دو کودکی است که در خانه‌ای دورافتاده در حومهٔ شهر زندگی می‌کنند. صاحب‌خانه گمان می‌برد که روح ایشان توسط دو خدمتکار سابق آن‌جا، که اکنون مرده‌اند، تسخیر شده‌است.
این رمان نمونهٔ اثر رئالیستی با گرایش‌های روان‌شناختی است.

## خلاصه داستان

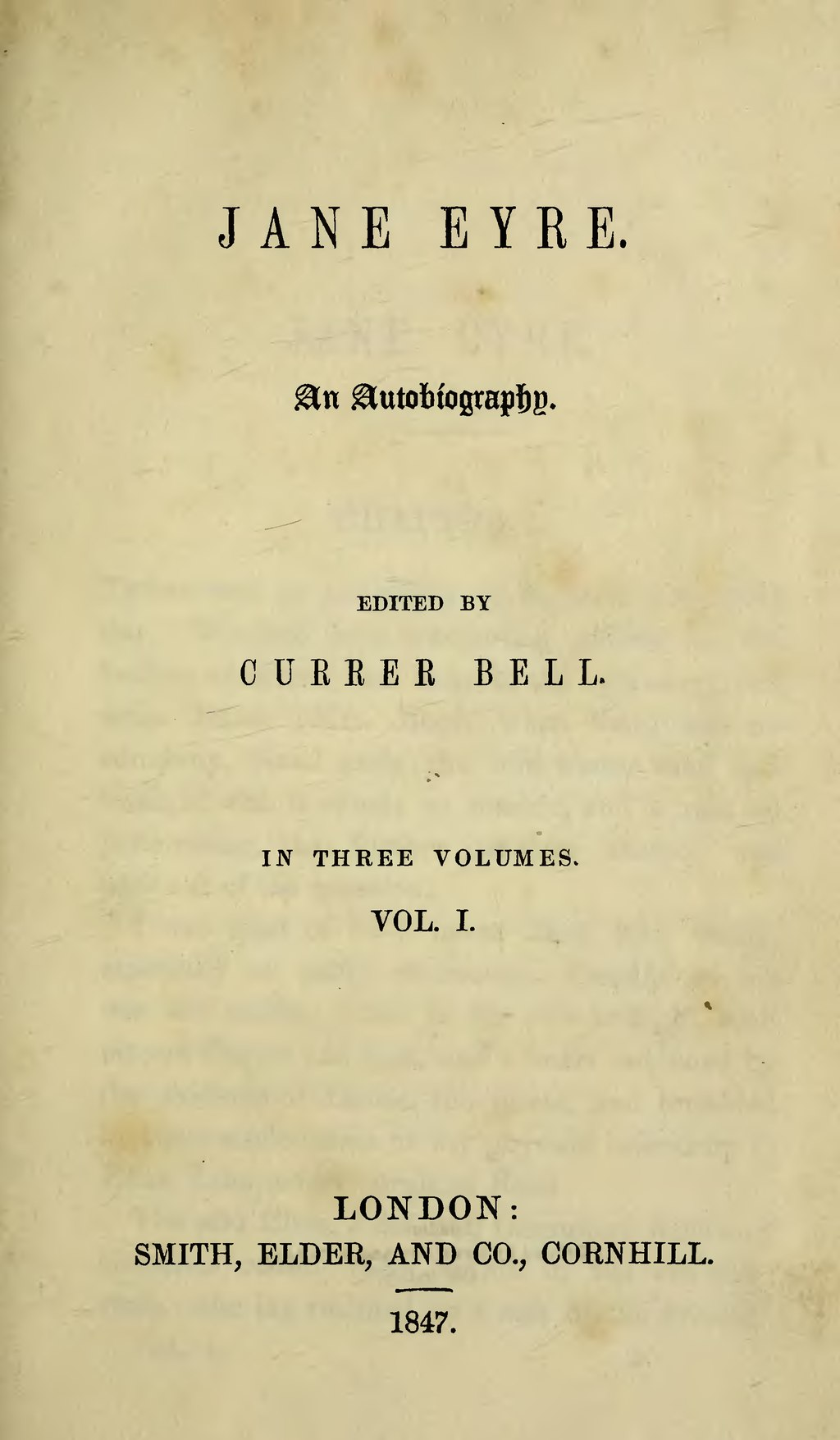
مرتبط

در شب کریسمس، یک راوی ناشناس و تعدادی از دوستانش دور آتش جمع شده اند. یکی از آنها، داگلاس، دست نوشته ای را می خواند که توسط معلم سرخانه فقید خواهرش نوشته شده بود. این دست نوشته داستان استخدام او توسط مردی را روایت می کند که پس از مرگ والدین خواهرزاده و برادرزاده جوان خود، مسئول آنها شده است. او عمدتاً در لندن زندگی می کند و یک خانه روستایی در بلی، اسکس دارد.
پسر، مایلز، در یک مدرسه شبانه روزی تحصیل می کند، در حالی که خواهر کوچکترش، فلورا، در بلی زندگی می کند، جایی که خانم گروس، سرپیشخدمت از او مراقبت می کند. عموی فلور، کارفرمای جدید معلم سرخانه، علاقه ای به بزرگ کردن بچه ها ندارد و مسئولیت کامل را به او می دهد و صریحاً می گوید که تحت هیچ شرایطی جر موارد مرگ و زندگی نباید تماسی با وی بگیرد. معلم سرخانه به بلی سفر می کند و وظایف خود را آغاز می کند.
مایلز برای تابستان از مدرسه برمی‌گردد، درست پس از اینکه نامه‌ای از مدیر مدرسه می‌رسد که بیان می‌کند او اخراج شده است. مایلز هرگز در مورد این موضوع صحبت نمی کند، و معلم سرخانه در طرح این موضوع مردد است. او می ترسد که راز وحشتناکی در پسِ اخراج او وجود داشته باشد، اما آنقدر مسحور پسر شده است که نمی خواهد موضوع را آشکار کند.
اندکی بعد، در اطراف محوطه املاک، معلم سرخانه شروع به دیدن چهره های مرد و زنی می کند که آنها را نمی شناسد. این چهره ها به میل خود می آیند و می روند، بدون اینکه توسط سایر اعضای خانواده دیده شوند، و به نظر معلم سرخانه، ماوراء الطبیعی به نظر می رسند. او از طریق خانم گروس می‌شود که سلف خانم جسل، و یکی دیگر از کارمندان، پیتر کوینت، رابطه نزدیکی داشتند. جسل و کوئینت قبل از مرگشان بیشتر وقت خود را با فلورا و مایلز می گذراندند و معلم سرخانه متقاعد می شود که دو کودک از حضور ارواح آگاه هستند و تحت تاثیر آنها قرار گرفته اند.
در حالی که مایلز برای معلم سرخانه موسیقی می نوازد، فلورا بدون اجازه از خانه خارج می شود. معلم سرخانه که متوجه غیبت فلور می شود، با خانم گروس به دنبال او می رود و آنها او را در ساحل دریاچه ای نزدیک پیدا می کنند و معلم سرخانه متقاعد شده است که فلورا با روح خانم جسل صحبت می کند. معلم سرخانه، خانم جسل را می بیند و معتقد است که فلورا نیز او را می بیند، اما خانم گروس کسی را نمی بیند. فلورا دیدن خانم جسل را انکار می کند و شروع به اصرار می کند که دیگر نمی خواهد معلم سرخانه جدید را ببیند.
معلم سرخانه تصمیم می گیرد که خانم گروس باید فلورا را نزد عمویش ببرد تا از سلطه خانم جسل رها شود. معلم سرخانه با مایلز تنها می‌ماند و در آن شب با او در مورد اخراجش صحبت می‌کند. مایلز فاش می‌کند که اخراج او به دلیل چیزهایی است که گفته، ولی نمی‌تواند آنها را به خاطر بیاورد. شبح کوئینت در پشت پنجره جلوی معلم سرخانه ظاهر می شود. معلم سرخانه از مایلز محافظت می کند که سعی می کند روح را ببیند. معلم سرخانه به مایلز اصرار می کند که او دیگر توسط شبح کنترل نمی شود ولی در می یابد که مایلز در آغوش او مرده است.